# Semilimax kotulae
Semilimax kotulae е вид охлюв от семейство Vitrinidae. Видът не е застрашен от изчезване.

## Разпространение
Разпространен е в Австрия, Германия, Италия, Полша, Румъния, Словакия, Украйна, Франция, Чехия и Швейцария.

## Описание
Популацията на вида е стабилна.